# Rimska tehnologija
Rimska tehnologija je zbirka tehnik, veščin, metod, procesov in inženirskih praks, ki jih je uporabljala in razvijala starorimska civilizacija (753 pr. n. št. - 476 n. št.). Rimsko cesarstvo je bilo tehnološko napredna civilizacija antike. Rimljani so sprejeli tehnologije Grkov, Etruščanov in Keltov. Tehnologija, ki jo je razvila civilizacija, je omejena z razpoložljivimi viri energije in Rimljani v tem smislu niso bili nič drugačni. Dostopni viri energije so določali načine proizvodnje energije. Glavne vrste moči, do katerih so stari Rimljani dostopali, so bile človek, živali in voda.
S temi omejenimi viri moči so Rimljani uspeli zgraditi impresivne strukture, od katerih so se nekatere ohranile do danes. Trajnost rimskih struktur, kot so ceste, jezovi in stavbe, je posledica gradbenih tehnik in praks, ki so jih uporabili pri svojih gradbenih projektih. Rim in njegova okolica vsebuje različne vrste vulkanskih materialov, s katerimi so Rimljani eksperimentirali in ustvarili gradbene materiale, zlasti cement in malto. Rimljani so poleg betona kot gradbeni material  uporabljali kamen, les in marmor. S temi materiali so oblikovali gradbene projekte za svoja mesta in prometne naprave za potovanja po kopnem in morju.
Rimljani so prispevali tudi k razvoju tehnologij bojevanja. Vojskovanje je bilo bistven vidik rimske družbe in kulture. Vojska se ni uporabljala le za pridobivanje novih ozemelj in obrambo, ampak tudi kot orodje, ki so ga civilni upravitelji lahko uporabljali za pomoč deželnim upravam in za pomoč pri gradbenih projektih. Rimljani so sprejemali, izboljševali in razvijali vojaške tehnologije za pehoto, konjenico in oblegovalne naprave za kopensko in morsko okolje.
Ob poznavanju odnosov z vojskovanjem so se Rimljani navadili na telesne poškodbe. Za boj proti telesnim poškodbam v civilni in vojaški sferi so Rimljani inovirali medicinske tehnologije, zlasti kirurške prakse in tehnike.

## Vrste moči

### Človeška moč
Starodavni izvori moči, ki so bili že na voljo, so bili človeška moč in živalska moč. Očitna je uporaba človeške moči za premikanje predmetov. Za predmete, ki so težki od 20 do 80 kilogramov, lahko na splošno zadošča ena sama oseba. Pri predmetih večje teže se lahko pri premiku lokacije predmeta zahteva več kot ena oseba. Omejevalni dejavnik pri uporabi več ljudi pri gibanju omenjenega predmeta je razpoložljiva količina prostora za oprijem. Za premagovanje tega omejujočega dejavnika so bile razvite mehanske naprave za pomoč pri manipulaciji s predmeti. Ena naprava je vitel, ki je za manipuliranje s predmeti uporabljal vrvi in škripce. Napravo je poganjalo več ljudi, ki so pritiskali ali vlekli vzvod, pritrjen na valj.
Človeška moč je bila tudi dejavnik pri gibanju ladij, zlasti vojnih ladij. Čeprav so bila jadra z vetrnim pogonom prevladujoča oblika moči pri vodnem prevozu, je vojaško plovilo med bojnimi akcijami pogosto uporabljalo veslanje.

### Živalska moč
Primarna uporaba moči živali je bila za prevoz. Za različne naloge so uporabljali več vrst živali. Voli so močna bitja, ki ne potrebujejo najfinejše paše. Ker so bili voli močni in poceni za vzdrževanje, so se uporabljali za kmetovanje in prevoz velikih mas blaga. Slabost uporabe volov je, da so počasni. Če je bila želena hitrost, so uporabili konje. Glavno okolje, ki je zahtevalo hitrost, je bilo bojišče, konje so uporabljali v konjenici in na zabavah. Za kočije, ki so prevažale potnike ali lahke materiale, so se običajno uporabljali osli ali mule, saj so bili hitrejši od volov in cenejši na krmi kot konji. Razen kot za  prevozno sredstvo, so bile živali uporabljene tudi pri obratovanju rotacijskih mlinov.
Zunaj meja kopnega so odkrili ladjo, ki so jo poganjale živali. Anonimno delo, znano De Rebus Bellicus, opisuje ladjo, ki jo poganjajo voli. Pri čemer so bili voli privezani na vrteči ploščadi, premikajoči se v krogu, vrteli dve kolesi, eno na obeh straneh ladje. Verjetnost, da je bila taka ladja kdaj zgrajena, je majhna zaradi nepraktičnosti nadzora živali na vodnem plovilu.

### Vodna moč
Moč vode je nastala z uporabo vodnega kolesa. Vodno kolo je imelo dve splošni zasnovi: spodnje (podlivno) in zgornje (nadlivno) kolo. Spodnje vodno kolo je ustvarilo energijo iz naravnega pretoka vira tekoče vode, ki pritiska na potopljena vesla kolesa. Nadlivno kolo je ustvarilo moč s pretokom vode od zgoraj. To so po navadi dosegli z izgradnjo akvadukta nad kolesom. Čeprav je mogoče narediti 70-odstotno bolj učinkovito vodno kolo, kot je spodnje, je to na splošno najprimernejše vodno kolo. Razlog je bil v tem, da so bili ekonomski stroški gradnje akvadukta previsoki, da bi lahko pokrili stroške s hitrejšim vodnim kolesom. Glavni namen vodnih koles je bil ustvariti moč za mletje in dviganje vodo nad naravno višino sistema. Obstajajo tudi dokazi, da so za pogon motornih žag uporabljali vodna kolesa, čeprav ostajajo le redki opisi takšnih naprav.

### Vetrna moč
Energija vetra je bila uporabljena pri delovanju plovil, z uporabo jader. Videti je, da vetrnice niso nastale v antičnih časih.

### Solarna moč
Rimljani so moč sonce uporabljali kot vir toplote za stavbe, kot so terme. Terme so bile zgrajene z velikimi okni, obrnjenimi proti jugozahodu, lokaciji Sonca ob najbolj vročem času dneva.

### Moč pare
Proizvodnja moči s paro je v rimskem svetu ostala teoretična. Heron iz Aleksandrije je objavil sheme parne naprave, ki je vrtela kroglo na osi. Naprava je uporabljala toploto iz kotla za potiskanje pare skozi sistem cevi proti kroglici. Naprava je proizvedla približno 1500 vrtljajev / min, vendar v industrijskem obsegu nikoli ne bi bila uporabljena, saj bi za delovanje, gorivo in vzdrževanje toplote naprave zahtevale prevelike stroške.

## Tehnologija kot obrt
Rimska tehnologija je v veliki meri temeljila na sistemu obrti. Tehnična znanja in spretnosti so bili vključeni v posamezno obrt, kot je kamnoseštvo. V tem smislu se je znanje na splošno prenašalo z mojstra na obrtniškega vajenca. Ker je le nekaj virov, iz katerih lahko črpamo tehnične podatke, je teoretično, da so obrtniki svoje znanje hranili kot skrivnost. Vitruvij, Plinij starejši in Frontin so med redkimi pisci, ki so objavili tehnične podatke o rimski tehnologiji. Obstajal je korpus priročnikov o osnovni matematiki in znanosti, kot so številne knjige Arhimeda, Ktesibija, Herona, Evklida in drugih. Niso ohranjeni vsi priročniki, ki so bili na voljo Rimljanom, kot kažejo izgubljena dela.

## Inženiring in gradnja

### Gradbeni material in naprave

#### Les
Rimljani so ustvarili ognjevarni les, tako da so les obložili z galunom.

#### Kamen
Idealno je bilo izkopavati kamen iz kamnolomov, ki so bili čim bližje mestu gradnje, da bi zmanjšali stroške prevoza. Kamniti bloki so nastali v kamnolomih s prebijanjem lukenj v vrstah na želenih dolžinah in širinah. Nato so v luknje zabili lesene kline. Luknje so nato napolnili z vodo, da bi klini nabreknili z dovolj sile, da bi kamniti blok izrezali iz zemljine. Najdeni so bili bloki z dimenzijami 21 m x 4 m x 4,5 m, ki so tehtali približno 1000 ton. Obstajajo dokazi, da so bile v cesarski dobi že razvite žage za rezanje kamna. Sprva so Rimljani za rezanje kamna uporabljali ročne žage, kasneje pa so razvili kamnite žage, ki jih je poganjala voda.

#### Cementi
Razmerje mešanice rimskih apnenih malt je bilo odvisno od tega, kje je bil pridobljen pesek za zmes. Pri pesku, zbranem ob reki ali morju, je bilo razmerje mešanice dva dela peska, en del apna in en del školjk v prahu. Za pesek, nabran dlje v notranjosti, je bila mešanica treh delov peska in enega dela apna. Apno za malte je bilo pripravljeno v apnenicah, ki so bile podzemne jame zaradi preprečevanja vetra.
Druga vrsta rimske malte je znana kot pozolana malta. Pozolana je snov iz vulkanskega pepela, ki se nahaja v Neaplju in okolici. Razmerje mešanice za cement je bilo dva dela pozolana in en del apnene malte. Zaradi svoje sestave se je tak cement lahko strdil v vodi in je bilo ugotovljeno, da je tako trden kot naravna kamnina.

#### Dvigala
Dvigala so bila uporabljena pri gradbenih delih in morda za natovarjanje in raztovarjanje ladij v pristaniščih, čeprav za slednjo uporabo še vedno ni dokazov. Večina dvigal je bila sposobna dvigovati približno 6–7 ton tovora in, v skladu z reliefom, prikazanim na Trajanovem stebru, je delovalo s pomočjo tekalnega kolesa.

### Gradnja

#### Panteon
Rimljani so Panteon zasnovali razmišljajoč o konceptu lepote, simetrije in popolnosti. Te matematične koncepte so vključili v svoje projekte javnih del. Koncept popolnih števil je bil na primer uporabljen pri oblikovanju Panteona s tem, da je v kupolo vgrajenih 28 kaset. Popolno število je število, ki je enako vsoti svojih deliteljev. Torej, število 28 velja za popolno število, saj so njegovi faktorji 1, 2, 4, 7 in 14 deljivi z 28. Popolna števila so izjemno redka, saj je za vsako količino števk le eno število (ena za enoštevilčne, dvoštevilčne, trištevilčne, štirimestne itd.). Utelešenje matematičnih konceptov lepote, simetrije in popolnosti v strukturo prenaša tehnično dovršenost rimskih inženirjev.
Cementi so bili bistvenega pomena za zasnovo Panteona. Malta, uporabljena pri gradnji kupole, je sestavljena iz mešanice apna in vulkanskega pepela, znanega kot pozolana. Beton je primeren za uporabo pri gradnji debelih sten, saj ni potrebno, da je popolnoma suh, da se strdi.
Gradnja Panteona je bila velik podvig, ki je zahteval velike količine sredstev in človeških ur. Delaine ocenjuje, da je bila skupna delovna sila, potrebna za gradnjo Panteona, približno 400 000 človeških dni.

#### Hagija Sofija
Čeprav je bila Hagija Sofija zgrajena po padcu zahodnega rimskega cesarstva, je njena gradnja vključevala podpis gradbenih materialov in tehnik antičnega Rima. Stavba je bila zgrajena z malto pozolana. Dokaz za uporabo snovi izvira iz povešanja lokov konstrukcij med gradnjo, saj je posebnost malte pozalana dolgotrajnost časa, ki ga potrebuje za strjevanje. Inženirji so morali odstraniti okrasne stene, da so malto strdili.
Malta pozolana, uporabljena pri gradnji Hagije Sofije, ne vsebuje vulkanskega pepela, temveč drobljen opečen prah. Sestava materialov, uporabljenih v malti pozolana, vodi do povečane natezne trdnosti. Malta iz večinoma apna ima natezno trdnost približno 30 psi, medtem ko ima malta pozolana z drobljenim opečnim prahom natezno trdnost 500 psi. Prednost uporabe malte pozolana pri gradnji Hagije Sofije je povečanje trdnosti spojev. Spoji malte, uporabljeni v konstrukciji, so širši, kot bi pričakovali pri značilni konstrukciji iz opeke in malte. Dejstvo o širokih sklepih malte kaže, da so oblikovalci vedeli za visoko natezno trdnost malte in jo temu primerno vključili.

### Vodne zgradbe

#### Akvadukti
Rimljani so zgradili številne akvadukte za oskrbo z vodo. Mestu Rim je vodo dobavljalo enajst akvaduktov, narejenih iz apnenca, ki so mestu zagotovili vsak dan več kot 1 milijon kubičnih metrov vode, dovolj za 3,5 milijona ljudi tudi v sodobnem času  in v skupni dolžini 350 kilometrov.
Voda v akvaduktih je bila v celoti odvisna od gravitacije. Dvignjeni kamniti kanali, po katerih je tekla voda, so bili rahlo nagnjeni. Voda je bila speljana neposredno iz gorskih izvirov. Ko je šla skozi akvadukt, se je voda zbirala v rezervoarjih in se skozi cevi dovajala do vodnjakov, stranišč itd.
Glavna akvadukta v starem Rimu sta bila Aqua Claudia in Aqua Marcia. Večina akvaduktov je bila zgrajena pod površjem, le majhni deli nad tlemi, podprti z loki. Tradicionalno se domneva, da je najdaljši rimski akvadukt, dolg 178 kilometrov, tisti, ki je oskrboval mesto Kartagina. Kompleksni sistem, zgrajen za oskrbo Konstantinopla, je imel svojo najbolj oddaljeno oskrbo iz več kot 120 km oddaljenega vira, po vijugasti poti dolgi več kot 336 km.
Rimski akvadukti so bili zgrajeni z izjemno finimi tolerancami in s tehnološkimi standardi, ki naj ne bi bil enak vse do sodobnega časa. Z gravitacijo so zelo učinkovito prenašali velike količine vode. Včasih, ko je bilo treba prečkati doline, globlje od 50 metrov, so uporabili obrnjene sifone, da so silili vodo navkreber. Akvadukt je oskrboval tudi vodo za vodna kolesa v Barbegalu v rimski Galiji, kompleksu vodnih mlinov, ki so ga prepoznali kot »največjo znano koncentracijo mehanske moči v antičnem svetu«.
Rimski akvadukti pričarajo slike vode, ki potuje na velike razdalje po obokanih mostovih; le 5 odstotkov vode, ki se pretaka po vodovodnih sistemih, je na mostovih. Rimski inženirji so si prizadevali, da bi bile poti akvaduktov čim bolj praktične. V praksi je to pomenilo načrtovanje akvaduktov, ki so se pretakali po tleh ali pod nivojem, saj so bili stroškovno učinkovitejši od gradnje mostov. Stroški gradnje in vzdrževanja mostov so bili višji od stroškov površinskih in podzemnih napeljav. Akvadukt (most) je potreboval pogosta popravila in je imel omejeno trajnost. Kraja vode iz akvaduktov je bila pogosta težava, ki je povzročila težave pri oceni količine vode, ki je tekla skozi kanale. Za preprečitev erozije kanalov akvaduktov je bil uporabljen omet, znan kot opus signinum. Mavec je bil vmešan v  zdrobljeno terakoto v značilni rimski mešanici pozolana in apna.

#### Jezovi
Rimljani so gradili jezove za zbiranje vode, na primer jez Subiaco, od katerih sta dva hranila akvadukt Anio Novus, enega največjih rimskih akvaduktov. V samo eni državi, Španiji, so zgradili 72 jezov in še veliko jih je znanih po celotnem cesarstvu, nekateri pa so še vedno v uporabi. Na enem mestu, Montefurado v Galiciji, se zdi, da so zgradili jez čez reko Sil, da bi v dnu reke izpostavili aluvialna nahajališča zlata. Mesto je blizu spektakularnega rimskega rudnika zlata Las Médulas. Iz Velike Britanije je znanih več zemeljskih jezov, med njimi dobro ohranjen primer iz rimskega Lanchestera, Longovicium, kjer so ga morda uporabili pri kovanju ali taljenju industrijskega obsega, sodeč po kupih žlindre, najdenih na tem mestu v severni Angliji. Rezervoarji za zadrževanje vode so pogosti tudi ob vodovodnih sistemih, številni primeri pa so znani le z enega mesta, zlatih rudnikov v Dolaucothi v zahodnem Walesu. Zidani jezovi so bili v severni Afriki pogosti za zagotavljanje zanesljive oskrbe z vodo številnih naselij.
Rimljani so gradili jezove za shranjevanje vode za namakanje. Razumeli so, da so prelivi potrebni za preprečitev erozije zemeljskih brežin. V Egiptu so Rimljani sprejeli vodno tehnologijo, znano kot namakanje od Nabatajcev. Wadis je bila tehnika, razvita za zajem velikih količin vode, proizvedene med sezonskimi poplavami in njeno skladiščenje za rastno sezono. Rimljani so tehniko uspešno razvili tudi v večjem obsegu. 

#### Sanitarije
Rimljani niso izumili vodovodov ali stranišč, temveč so si sistem odlaganja odpadkov izposodili pri svojih sosedih, zlasti Minojcih.  Sistem za odstranjevanje odpadkov ni bil nov izum, temveč je obstajal že od leta 3100 pred našim štetjem, ko je bil ustvarjen v dolini reke Ind. Rimska javna kopališča ali terme so opravljale higienske, socialne in kulturne funkcije. Vsebovale so tri glavne prostore za kopanje. Po slačenju v apodyterium ali garderobi bi Rimljani odšli v tepidarij ali toplo sobo. V zmerni suhi vročini tepidarija so nekateri izvajali vaje za ogrevanje in se raztezali, drugi pa so se sami mazali ali so jih mazali sužnji. Glavni namen tepidarija je bil spodbujanje potenja za pripravo na naslednjo sobo, kaldarij ali vroča soba. Kaldarij je bil za razliko od tepidarija izjemno vlažen in vroč. Temperature v kaldariju so lahko dosegle 40 stopinj Celzija. Številne so vsebovale parne kopeli in vodnjak hladne vode, znan kot labrum. Zadnja soba je bila frigidarij ali hladna soba, ki je nudila hladno kopel za hlajenje po kaldariju. Rimljani so imeli tudi stranišča na splakovanje.

#### Rimske terme
Zadrževanje toplote v prostorih je bilo pomembno pri delovanju term, da se prepreči, da bi se uporabniki  prehladili. Da so preprečili, da bi vrata ostala odprta, so bila ta nameščena pod nagnjenim kotom, tako da so se vrata samodejno zaprla. Druga tehnika toplotne učinkovitosti je bila uporaba lesenih klopi nad kamnom, saj les odvaja manj toplote.

### Transport

#### Ceste
Rimljani so v prvi vrsti gradili ceste za svojo vojsko. Verjetno je bil pomemben tudi njihov gospodarski pomen, čeprav je bil promet voz pogosto prepovedan, da bi ohranile svojo vojaško vrednost. Skupno je bilo zgrajenih več kot 400.000 kilometrov cest, od katerih je bilo 80.500 kilometrov tlakovanih s kamni. 
Vlada je v rednih intervalih vzdolž cest vzdrževala potne postaje, ki so zagotavljale osvežitev. Ohranjen je bil tudi ločen sistem menjalnih postaj za uradne in zasebne kurirje. To je omogočilo slom, da so v 24 urah z menjavo konj prepotovali od največ 800 kilometrov.
Ceste so bile zgrajene s kopanjem jame po dolžini predvidenega trase, pogosto do trdne podlage. Jamo so najprej napolnili s kamnino, gramozom ali peskom in nato s plastjo betona. Nazadnje so jih tlakovali z večkotnimi skalnimi ploščami. Rimske ceste veljajo za najbolj napredne ceste, zgrajene do zgodnjega 19. stoletja. Čez vodne poti so bili zgrajeni mostovi. Ceste so bile odporne proti poplavam in drugim nevarnostim za okolje. Po padcu Rimskega cesarstva so bile ceste še vedno uporabne in so se uporabljale več kot 1000 let.
Večina rimskih mest je bila oblikovana kot kvadrat. Do središča mesta ali foruma so vodile 4 glavne ceste. Oblikovale so križno obliko in vsaka točka na robu križa je bila prehod v mesto. Navezave na te glavne ceste so bile manjše ceste, ulice, kjer so živeli ljudje.

#### Mostovi
Rimski mostovi so bili zgrajeni s kamnom in / ali betonom in so uporabljali lok. Zgrajen leta 142 pred našim štetjem, je Pons Aemilius, pozneje imenovan Ponte Rotto (porušen most), najstarejši rimski kamniti most v Rimu, Italija. Največji rimski most je bil Trajanov most čez Donavo, ki ga je zgradil Apolodor iz Damaska, ki je več kot tisočletje ostal najdaljši zgrajen most, tako po celotni kot razponski dolžini. Večino časa je bil vsaj 18 m nad vodnim telesom.

#### Pontonski most
Za vojaško silo je bila mobilnost bistvenega pomena za uspeh. Čeprav to ni bil rimski izum, saj so obstajali primeri, da so »stari Kitajci in Perzijci uporabljali plavajoči mehanizem«, so rimski generali inovacijo izkoristili za velik učinek v pohodih. Voditelji so presenetili sovražne enote s hitrim prečkanjem sicer izahrbtnih vodnih teles. Lahki čolni so bili »organizirani in vezani s pomočjo desk, žebljev in kablov«. Splavi so se pogosteje uporabljali namesto gradnje novih mostov, in so omogočali hitro gradnjo in demontažo. Hitre in dragocene inovacije pontonskega mostu so bile tudi njegov uspeh v skladu z odličnimi sposobnostmi rimskih inženirjev.

#### Prevozna sredstva
Rimski vozovi so imeli številne namene in so imeli najrazličnejše oblike. Tovorni vozovi so bili uporabljeni za prevoz blaga. Vozovi s sodi so bili uporabljeni za prevoz tekočin. Imeli so velike cilindrične sode, vodoravno položene z vrhovi obrnjenimi naprej. Za prevoz gradbenih materialov, kot sta pesek ali zemlja, so Rimljani uporabljali vozove z visokimi stenami. V uporabi so bila tudi vozila za javni prevoz z nekaterimi, zasnovanimi s spalnimi prostori za do šest oseb.
Rimljani so razvili sistem tirničnega sistema za prevoz težkih tovorov. Tirnice so bile sestavljene iz utorov, vgrajenih v obstoječe kamnite ceste. Vozovi, ki so bili uporabljeni v takem sistemu, so imeli velike blok osi in lesena kolesa s kovinskimi ohišji.
Vozovi so imeli tudi zavore, elastično vzmetenja in ležaje. Elastični sistemi vzmetenja so uporabljali usnjene pasove, pritrjene z bronastimi nosilci za obešanje voza nad osmi. Sistem je pripomogel k umirjeni vožnji z zmanjšanjem vibracij. Rimljani so sprejeli ležaje, ki so jih razvili Kelti. Ležaji so zmanjšali rotacijsko trenje z uporabo blata za mazanje kamnitih obročev.

### Industrija

#### Rudarstvo
Rimljani so tudi v svojih obsežnih rudarskih operacijah po cesarstvu veliko uporabljali akvadukte, na nekaterih mestih, kot je Las Medulas na severozahodu Španije, pa je bilo v sedem rudnikov vsaj 7 glavnih kanalov. Druga mesta, kot je Dolaucothi v južnem Walesu, so hranila vsaj 5 mlinščic, ki vodijo do rezervoarjev ali cistern visoko nad sedanjo odprtino. Voda je bila uporabljena za hidravlično rudarjenje, kjer so se potoki ali valovi vode spustili na pobočje, da so najprej razkrili žilo, ki je nosila zlato, nato pa še za obdelavo rude. Odpadke kamnin so lahko odstranili z odplavljanjem, voda pa je uporabila tudi za gašenje požarov, ki so bili ustvarjeni za razbijanje trde kamnine in žil.
Aluvialna nahajališča zlata bi se lahko obdelovala in zlato pridobivalo, ne da bi bilo treba rudo drobiti. Pod rezervoarji so bile nameščene pralne mize, ki so zbirale zlati prah in vse prisotne drobce. Zlato je bilo potrebno drobiti in verjetno so za drobljenje trde rude pred pranjem uporabljali mline za drobljenje, ki so jih gnala vodna kolesa. Velike količine vode so bile potrebne tudi pri globokem rudarjenju, da so odstranili odpadni drobir ter za pranje zdrobljene rude. Plinij starejši podrobno opisuje pridobivanje zlata v knjigi xxxiii njegove Naturalis Historia, ki ga je večino potrdila arheologija. Da so drugod v velikem obsegu uporabljali vodne mline, dokazujejo mlini za moko na Barbegalu na jugu Francije in na Janiculumu v Rimu.

## Vojaška tehnologija
Rimska vojaška tehnologija je obsegal vse od osebne opreme in oborožitve do smrtonosnih oblegovalnih naprav.

### Pehota

#### Orožje
Pilum (kopje): rimsko težko kopje je bilo orožje, ki so ga favorizirali legionarji in je tehtalo približno pet kilogramov. Inovativno kopje je bilo zasnovano tako, da je bilo uporabljeno le enkrat in je bilo ob začetni uporabi uničeno. Ta sposobnost je sovražniku preprečila ponovno uporabo sulic. Vsi vojaki so nosili dve različici tega orožja: primarno in varnostno kopje. Trden blok lesa na sredini orožja je legionarjem zagotavljal zaščito za roke med nošenjem naprave. Po Polibijevem mnenju zgodovinarji pišejo, kako so Rimljani metali kopja in jih nato nabijali z meči. Ta taktika se je zdela običajna praksa med rimsko pehoto.

#### Oklepi
Medtem ko težki, zapleteni oklepi (katafrakti) niso bili redki, so Rimljani izpopolnili razmeroma lahek, poln trupni oklep iz manjših ploščic (lorica segmentata). Tak oklep je zagotavljal dobro zaščito vitalnih področij, vendar ni zajel toliko telesa kot lorica hamata ali verižna srajca. Lorica segmentati je nudil boljšo zaščito, vendar so bili ploščasti trakovi dragi in težki za izdelavo, bilo jih je težko popraviti na terenu. Na splošno je bila verižna srajca cenejša, enostavnejša za izdelavo in enostavnejša za vzdrževanje in udobnejša za nošenje - tako je ostala primarna oblika oklepa, tudi ko je bil uporabljen lorica segmentata.

#### Taktika
Želva (testudo) je taktična vojaška formacija, rimski izvirnik. Taktika je bila izvedena tako, da so enote dvignile svoje ščite, da bi se zaščitile pred sovražnimi projektili, ki so padali na njih. Strategija je delovala le, če je vsak član zaščitil svojega tovariša. Običajna disciplina in sinhronizacija, ki sta potrebna za oblikovanje testuda, sta bili priča o sposobnosti legionarjev. Testudo, ki v latinščini pomeni želva, »ni bila norma, ampak je bila sprejeta v posebnih situacijah za spopadanje s posebnimi grožnjami na bojišču«. Grška falanga in druge rimske formacije so bile vir navdiha za ta manever.

### Konjenica
Rimsko konjeniško sedlo je imelo štiri rogove in verjamejo, da je bilo kopirano od keltskih ljudstev.

### Oblegovalne naprave
Rimske oblegovalne naprave, kot so balista,  škorpijon in onager, niso bili edinstveni. Toda Rimljani so bili verjetno prvi ljudje, ki so balisto postavili na voziček za boljšo mobilnost pri akcijah. Na bojišču mislijo, da so jih uporabili za pobiranje sovražnih voditeljev. Obstaja en podatek o uporabi topništva v boju (Tacit, Zgodovina III, 23):
 Zelo velika balista, ki je pripadal XV. legiji, je začela zelo škodovati liniji Flavijcev z ogromnimi kamni, ki jih je metala; povzročila bi široko uničenje, če ne bi šlo za velik pogum dveh vojakov, ki sta odvzela nekaj ščitov od mrtvih, se preoblekla, prerezala vrvi in vzmeti naprave.
Poleg novosti na področju kopenskega bojevanja so Rimljani razvili tudi Corvus (latinsko za 'krokar'), bojno sredstvo, uporabljeno na ladjah rimske vojne mornarice, ki se je lahko pritrdil na sovražno ladjo in Rimljanom omogočil vkrcanje na sovražno plovilo. Razvit med prvo punsko vojno jim je omogočil, da so svoje izkušnje pri kopenskih vojnah uporabili na morju.

### Balista in onager
Medtem ko so Grki predvsem postavili temeljne artilerijske izume, je Rim videl priložnost v sposobnosti, da izboljša to topništvo dolgega dosega. Veliki topniški kosi, kot sta Carroballista balista na vozu) in onager, sta pred polnim napadom pehote bombardirala sovražne linije. Manuballisto (ročna balista) so »pogosto opisovali kot najnaprednejšo dvokrako torzijsko napravo, ki jo je uporabljala rimska vojska«. Orožje je pogosto videti kot uokvirjen samostrel, ki jei lahko streljal izstrelke. Onager je bilo večje orožje, ki je lahko metalo velike izstrelke ob zidovje ali utrdbe. Obe napravi sta bili zelo sposobni vojni napravi.

#### Helepolis
Helepolis je bil transportno vozilo, ki se je uporabljalo za obleganje mest. Vozilo je imelo lesene stene, ki so ščitile vojake, ko so se prevažali do sovražnikovega obzidja. Ko so dosegli obzidje, so se vojaki izkrcali na vrhu visoke 15 metrov zgradbe in se spustili na sovražnikove položaje. Da bi bil učinkovit v boju, je bil helepolis zasnovan tako, da se poganja sam. Vozila na lastni pogon so bila uporabljena z dvema pogonoma: notranjim, ki ga je poganjal človek ali protiutežnim, ki ga je poganjala gravitacija. Človeški pogon je uporabljal sistem vrvi, ki je osi povezal z vitlom. Izračunano je bilo, da bi bilo treba vsaj 30 moških da bi obrnili vitel, da bi presegli silo, potrebno za premikanje vozila. Mogoče sta bila uporabljena dva vitla, ne le en, kar je zmanjšalo število moških na 16, skupno 32 za moč helepolisa. Naprava s protiutežjo je za pogon vozila uporabljala sistem vrvi in škripcev. Vrvi so bile ovite okoli osi, nanizane skozi jermenski sistem, ki jih je povezoval s protiutežjo, ki je visela na vrhu vozila. Protiuteži so  bile narejene iz svinca ali vedra, napolnjenega z vodo. Svinčena protiutež je bila zaklenjena v cev, napolnjeno s semeni, da bi nadzirala njen padec. Vedro z vodo se je izpraznilo, ko je doseglo dno vozila, dvignjeno nazaj do vrha in napolnjen z vodo s pomočjo povratne vodne črpalke, tako da je bilo spet mogoče doseči gibanje. Izračunano je bilo, da je za premikanje helepolisa z maso 40.000 kg potrebna protiutež z maso 1000 kg.

#### Grški ogenj
Grški ogenj, ki je bil prvo zažigalno orožje, ki so ga Grki uvedli v 7. stoletju našega štetja, je »ena redkih iznajdb, katerega grozotno učinkovitost so opisali številni viri« . Rimski inovatorji so to že tako smrtonosno orožje naredili še bolj smrtonosno. Njegovo naravo pogosto opisujejo kot 'predhodnika napalma'. Vojni strategi so orožje pogosto uporabljali med pomorskimi bitkami, sestavine njegove konstrukcije pa so ostajale skrbno varovana vojaška skrivnost. Kljub temu je razdejanje grškega ognja v boju je nesporno.

## Medicinska tehnologija

### Kirurgija
Čeprav so se v antičnem svetu uporabljale različne ravni medicine , so Rimljani ustvarili ali bili pionirji številnih inovativnnih operacij in orodij, ki se še danes uporabljajo, kot so hemostatični zavijači in arterijske kirurške spone. Rim je bil odgovoren tudi za izdelavo prve kirurške enote na bojnem polju, poteza, ki je bila povezana z njihovimi prispevki k medicini. Uporabili so tudi osnovno različico antiseptične kirurgije leta, preden je njena uporaba postala priljubljena v 19. stoletju in je imela zelo sposobne zdravnike.